# Classe Imperatritsa Maria
A Classe Imperatritsa Maria foi uma classe de couraçados construída para a Marinha Imperial Russa, composta pelo Imperatritsa Maria, Imperatritsa Ekaterina Velikaia e Imperator Alexandr III. Suas construções começaram em 1911 nos estaleiros da Russud e ONZiV, sendo lançados ao mar em 1913 e 1914 e comissionados na frota russa em 1915 e 1917. A classe foi encomendada com a intenção era fazer frente a qualquer dreadnought que o Império Otomano pudesse adquirir para uso no Mar Negro, com seu projeto sendo praticamente uma repetição da predecessora Classe Gangut. Modificações incluíram uma diminuição da velocidade máxima e fortalecimento da bateria secundária.
Os três ouraçados da Classe Imperatritsa Maria eram armados com uma bateria principal de doze canhões de 305 milímetros montados em quatro torres de artilharia triplas. Tinham um comprimento de fora a fora de 168 metros, boca de 27 metros, calado de oito metros e um deslocamento de mais de 23 mil toneladas. Seus sistemas de propulsão eram compostos por vinte caldeiras mistas de carvão e óleo combustível que alimentavam quatro conjuntos de turbinas a vapor, que por sua vez giravam quatro hélices até uma velocidade máxima de 21 nós (39 quilômetros por hora). Os navios também tinham um cinturão principal de blindagem que ficava entre 125 e 262 milímetros de espessura.
O Imperatritsa Maria e o Imperatritsa Ekaterina Velikaia participaram de algumas ações contra o Império Otomano ao entraram em serviço no meio da Primeira Guerra Mundial. O Imperatritsa Maria afundou em outubro de 1916 depois de uma explosão interna e foi desmontado em 1926. O Imperatritsa Ekaterina Velikaia foi renomeado Svobodnaia Rossia em abril de 1917 e deliberadamente afundado em junho de 1918, sendo desmontado na década de 1920. O Imperator Alexandr III foi renomeado para Volia e foi parar a serviço Exército Branco, que o renomeou para General Alexeiev. Realizou ações contra os bolcheviques até fugir para o Império Otomano, sendo desmontado em 1936.

## Desenvolvimento
O Ministério Naval russo começou em 1910 a planejar uma classes de couraçados dreadnought para a Frota do Mar Negro em resposta a notícias de que o Império Otomano estava prestes a encomendar dois couraçados no Reino Unido. Este rumor mostrou-se falso, mas os russos decidiram continuar com o processo de projeto para o momento que os otomanos realmente fossem atrás de dreadnoughts. Especificações preliminares foram emitidas em 12 de agosto para um projeto baseado na Classe Gangut, na época sendo construída para a Frota do Báltico. Uma velocidade de 23 nós (43 quilômetros por hora) foi considerada excessiva para o espaço confinado no Mar Negro, assim o projeto deveria ser capaz de apenas 21 nós (39 quilômetros por hora), permitindo que mais peso fosse dedicado para canhões e blindagem. O armamento principal foi especificado para ter a mesma composição e arranjo daquele da Classe Gangut, enquanto a bateria secundária de dezesseis canhões de 120 milímetros deveria crescer para vinte canhões de 130 milímetros com o objetivo de poder enfrentar barcos torpedeiros maiores. A elevação máxima dos canhões principais seria aumentada para 35 graus, dez graus a mais que a Classe Gangut, com a blindagem das torres de artilharia aumentando de duzentos para 250 milímetros.
Uma competição de projeto foi anunciada em julho de 1911, mas não houve muitos participantes. O Ministério Naval favoreceu o projeto enviado pela Russud e emitiu encomendas preliminares para três couraçados em 2 de setembro, antes mesmo da competição terminar em novembro. O projeto da Russud foi oficialmente escolhido e o governo transferiu projetistas do Estaleiro do Báltico estatal e também finalizou um conjunto de desenhos da Classe Gangut a fim de acelerar o processo de detalhamento de projeto.

## Projeto

### Características

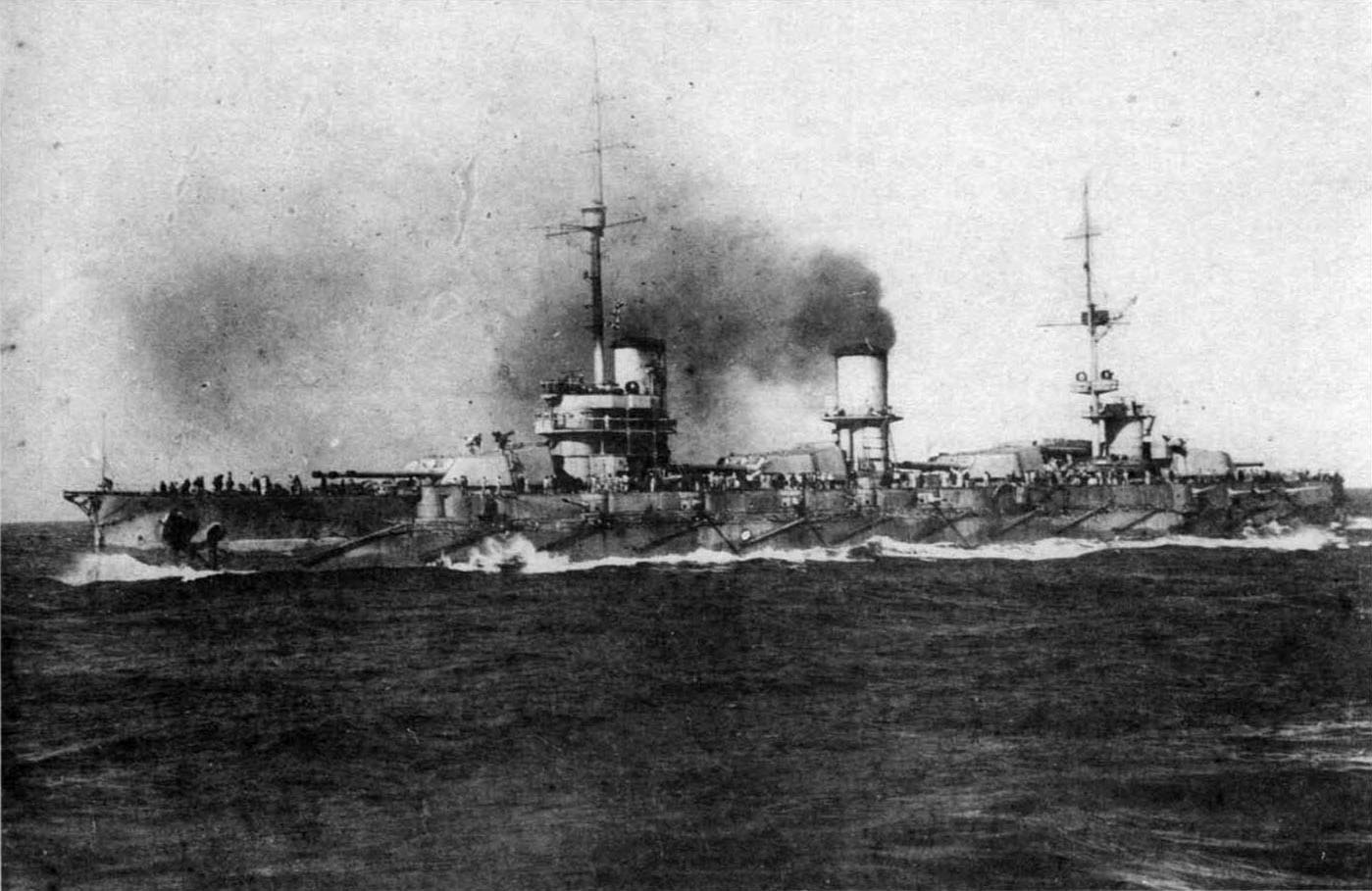
O Volia em 1917

O Imperatritsa Maria e o Imperator Alexandr III tinham 168 metros de comprimento de fora a fora, boca de 27,43 metros e calado de 8,36 metros. O deslocamento normal era de 23 789 toneladas. Aço de alta resistência foi usado nos cascos, com aço macio usado em áreas que não contribuíam para a integridade estrutural. Os cascos eram subdivididos por dezoito anteparas transversais. A sala de máquinas era dividida por duas anteparas longitudinais, também existindo um fundo duplo. A altura metacêntrica era de 1,76 metros.
O Imperatritsa Ekaterina Velikaia era ligeiramente maior que seus irmãos porque a fabricante ONZiV aumentou suas dimensões em uma tentativa de combater o problema comum que couraçados russos tinham com sobrepeso. Tinha 169,5 metros de comprimento de fora a fora e boca de 28,07 metros, sendo 1,47 metros mais longo e 61 centímetros mais largo que os outros dois navios. Seu calado exato é desconhecido, mas estava com um calado de 8,7 metros durante seus testes marítimos. Seu deslocamento era de 25 039 toneladas, aproximadamente novecentas toneladas a mais do que seu deslocamento projetado de 24 165 toneladas.
O Imperatritsa Maria mostrou-se muito pesado na proa e costumava deixar que grandes quantidades de água entrarem em suas casamatas de vante. O estoque de munição para os canhões principais da primeira torre de artilharia foram reduzidos de cem para setenta, enquanto o estoque para os canhões secundários foi reduzido de 245 para cem em uma tentativa de reduzir o peso. Isto não corrigiu completamente o problema. Os dois canhões secundários de vante do Imperator Alexandr III foram removidos ainda durante a equipagem para abordar o problema. O Imperatritsa Ekaterina Velikaia não sofria desse problema no mesmo grau e assim manteve todas as suas armas secundárias.

### Propulsão
O Imperatritsa Maria e o Imperator Alexandr III, ambos construídos pela Russud, foram equipados com quatro turbinas a vapor Parsons importadas da britânica John Brown & Company, enquanto as turbinas do Imperatritsa Ekaterina Velikaia foram construídas pela própria ONZiV com assistência técnica da britânica Vickers. Os navios da Russud foram projetados para uma potência de 25 840 cavalos-vapor (dezenove mil quilowatts) e aquele da ONZiV para 27,2 mil cavalos-vapor (vinte mil quilowatts), mas chegaram a produzir 33 466 cavalos-vapor (24 608 quilowatts) durante os testes marítimos. As turbinas eram alimentadas pelo vapor oriundo de vinte caldeiras de tubos d'água Yarrow que funcionavam a uma pressão de 17,5 atmosferas. A velocidade projetada era de 21 nós. Podiam carregar entre 1,7 e 2,3 mil toneladas de carvão mais 420 a 640 toneladas de óleo combustível, que proporcionava uma autonomia de aproximadamente 1 640 milhas náuticas (três mil quilômetros) em velocidade máxima e 2 960 milhas náuticas (5 480 quilômetros) a uma velocidade mais econômica. Toda energia elétrica era produzida por três turbo-geradores Curtis de 360 quilowatts e duas unidades auxiliares de duzentos quilowatts.

### Armamento

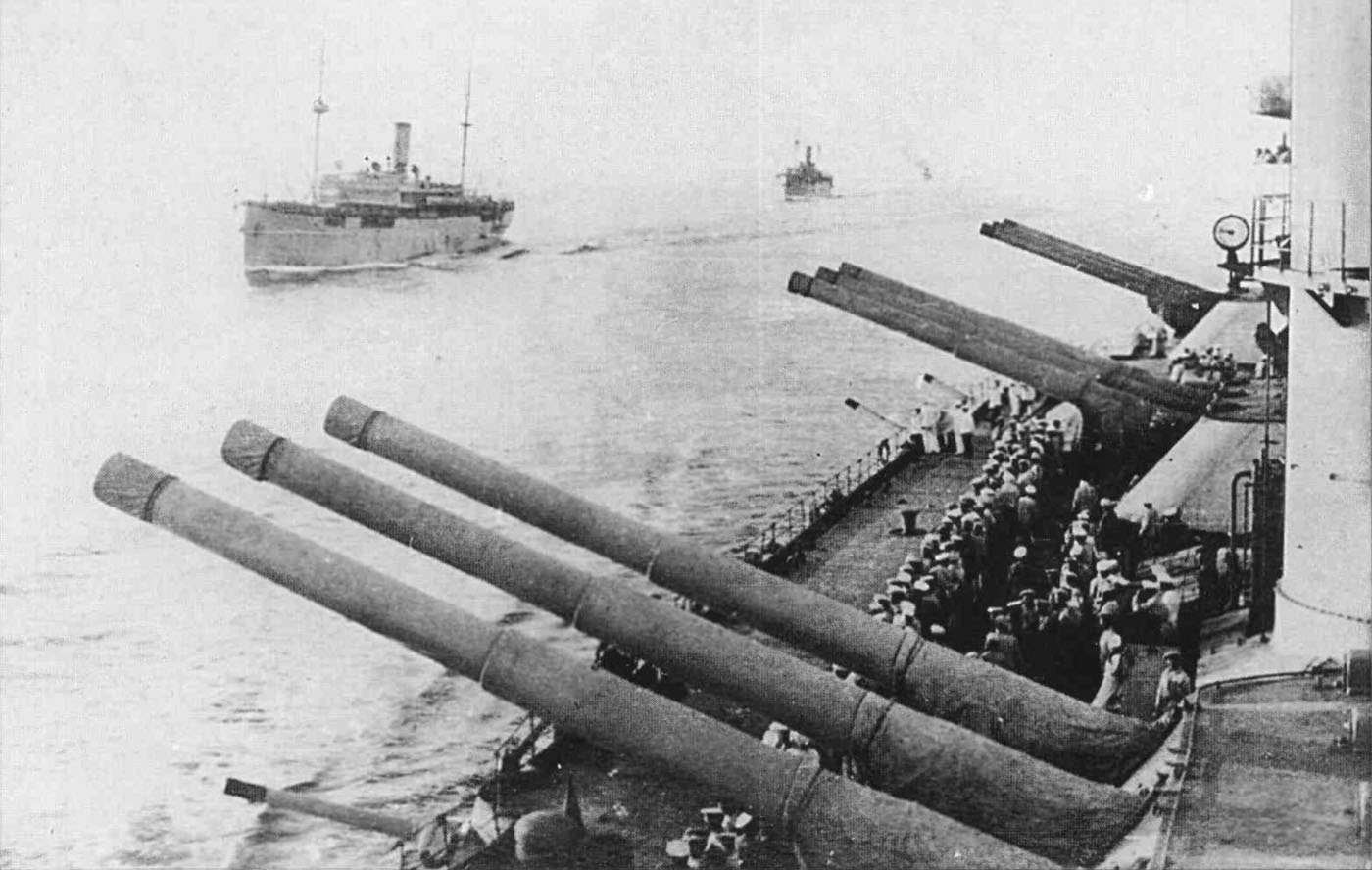
Os canhões principais do Imperatritsa Ekaterina Velikaia virados para estibordo

O armamento principal da Classe Imperatritsa Maria era composto por doze canhões Obukhovskii Padrão 1907 calibre 52 de 305 milímetros montados em quatro torres de artilharia triplas distribuídas pelo comprimento dos navios. Os canhões eram idênticos aos da Classe Gangut, mas as torres eram de um projeto novo e mais espaçoso. A primeira e quarta torres tinham um arco de disparo de 310 graus, já as duas torres de meia-nau tinham um arco de 130 graus para cada lado. As armas podiam abaixar até cinco graus negativos e se elevar até 25 graus, podiam ser recarregas em qualquer ângulo até quinze graus e sua cadência de tiro era supostamente três disparos por minuto em uma elevação de quinze graus. As armas podiam ser elevadas em três a quatro graus por segundo e as torres giradas em 3,2 graus por segundo. Cada canhão tinha um carregamento máximo de cem projéteis. Estes pesavam 470,9 quilogramas e eram disparados a uma velocidade de saída de 762 metros por segundo, tendo um alcance máximo de 23,2 quilômetros.
O armamento secundário consistia em vinte canhões B7 Padrão 1913 calibre 55 de 130 milímetros montados em casamatas. Estas ficavam arranjadas em dois grupos: seis em cada lateral desde a primeira torre de artilharia até a segunda chaminé e as restantes agrupadas ao redor da quarta torre de artilharia. Três armas por lateral podiam disparar à vante pois o Estado-Maior Geral Naval estimou que essa seria a direção mais provável de um ataque de barcos torpedeiros. Sua cadência de tiro era de cinco a oito disparos por minuto e cada arma tinha um carregamento máximo de 245 projéteis. Estes pesavam 36,86 quilogramas e eram disparados a uma velocidade de saída de 823 metros por segundo, tendo um alcance máximo de 15,3 quilômetros.
Nenhum armamento antiaéreo foi originalmente planejado, mas em outubro de 1916 o Ministério Naval especificou que quatro canhões calibre 37 de 102 milímetros de um novo projeto fossem equipadas, mas estes nunca entraram em serviço. Os dois primeiros navios da classe receberam três ou quatro canhões Padrão 1892 calibre 50 de 75 milímetros montados nos tetos das torres de artilharia. Estas tinham uma elevação máxima de 50 graus, disparavam projéteis de 5,73 quilogramas a uma velocidade de saída de 750 metros por segundo e com cadência de tiro de doze a quinze disparos por minuto. Podiam disparar até uma altura de 4,9 quilômetros. O Imperator Alexandr III foi equipado com quatro canhões calibre 30 de 76 milímetros mais novos. Estes podiam abaixar até cinco graus e se elevar até 65 graus, disparavam projéteis de 6,5 quilogramas a uma velocidade de saída de 588 metros por segundo a uma cadência de tiro de dez a doze disparos por minuto, tendo uma altura máxima de disparo 5,8 quilômetros.
Quatro tubos de torpedo submersos de 450 milímetros também foram instalados, dois em cada lateral em compartimentos próximos do depósito de munição de vante. Os testes marítimos do Imperatrisa Maria revelaram problemas com o sistema de refrigeração dos depósitos, em que o calor gerado pelo sistema de ventilação anulava quase todos os efeitos da refrigeração. O mesmo problema existia nos outros couraçados e talvez tenha contribuído para o incêndio que levou à perda do Imperatrisa Maria em 1916.
O Imperatrisa Maria e Imperatritsa Ekaterina Velikaia foram equipados com dois telêmetros Zeiss de cinco metros de comprimento instalados um em cada torre de comando, porém o Imperator Alexandr III recebeu quatro telêmetros Barr and Stroud de 5,5 metros, um para cada torre de artilharia principal. Os telêmetros enviavam dados para o posto central de artilharia calcular soluções de disparo usando um computador mecânico Geisler padrão, transmitindo-os então aos artilheiros.

### Blindagem
Testes realizados no casco do antigo ironclad Chesma muito influenciaram o esquema de blindagem da Classe Imperatritsa Maria. Placas de aço cimentado Krupp foram feitas no tamanho das armações a fim de proporcionarem suporte para as juntas, tendo sido presas por um tipo de junta de caixa e espiga para melhor distribuir o choque do impacto de um projétil. O cinturão principal tinha uma espessura máxima de 262,5 milímetros. Continuava para vante e ré da cidadela blindada com placas de 217 e 175 milímetros. Estas se reduziam para 125 e depois 75 milímetros pouco antes da proa. À ré afinava-se para 125 milímetros até a popa. Tinha uma altura de 5,25 metros, dos quais 3,5 metros ficariam acima da linha de flutuação projetada e 1,75 metros abaixo. Atrás havia 75 milímetros de madeira para que a blindagem e o casco se encaixassem melhor. A extremidade dianteira da cidadela era protegida por outra blindagem e assim a antepara transversal tinha apenas 25,4 milímetros, suficiente apenas como proteção contra estilhaços. À ré não havia outra proteção e assim a antepara tinha cem milímetros de espessura. Estas anteparas finas deixavam os depósitos de munição muito vulneráveis a disparos vindos da frente ou de trás dos navios. O cinturão superior tinha cem milímetros e 2,7 milímetros de altura. Afinava-se para 75 milímetros à vante das casamatas até a proa. As casamatas eram protegidas por uma antepara transversal de 25 milímetros contra disparos axiais, enquanto cada casamata era separada por uma tela de 25 milímetros. Atrás da blindagem ficava uma antepara longitudinal com cinquenta milímetros de espessura contra estilhaços, mas as casamatas tinham sua própria antepara de estilhaços de 25 milímetros.
As torres de artilharia principais eram protegidas por laterais de 250 milímetros de espessura e tetos de 125 milímetros. Placas de cinquenta milímetros protegiam as aberturas para os canhões e anteparas de 25 milímetros separavam cada arma dentro da torre. As barbetas tinham 250 milímetros acima do convés superior, com aquelas da primeira e quarta torre reduzindo-se abaixo para 150 milímetros e aquelas das duas torres de meia-nau reduzindo-se para 125 milímetros. A torre de comando de vante tinha laterais de trezentos milímetros de espessura, teto de duzentos milímetros e tubos de suporte de 250 milímetros que reduziam para cem milímetros abaixo do convés superior. A torre de comando de ré também tinha laterais de trezentos milímetros e tubos de suporte de 250 milímetros, porém o teto tinha apenas cem milímetros. As tubulações internas das duas chaminés eram protegidas por uma blindagem de 75 milímetros acima do convés superior, reduzindo-se para dezenove milímetros abaixo. O convés superior tinha 37,5 milímetros de espessura e o convés mediano tinha 25 milímetros sobre a cidadela blindada. Fora da cidadela o convés mediano tinha 37,5 milímetros e havia também um convés inferior de 25 milímetros. A proteção subaquática era mínima, existindo apenas uma antepara estanque desprotegida atrás de uma extensão vertical do fundo duplo.

## Navios

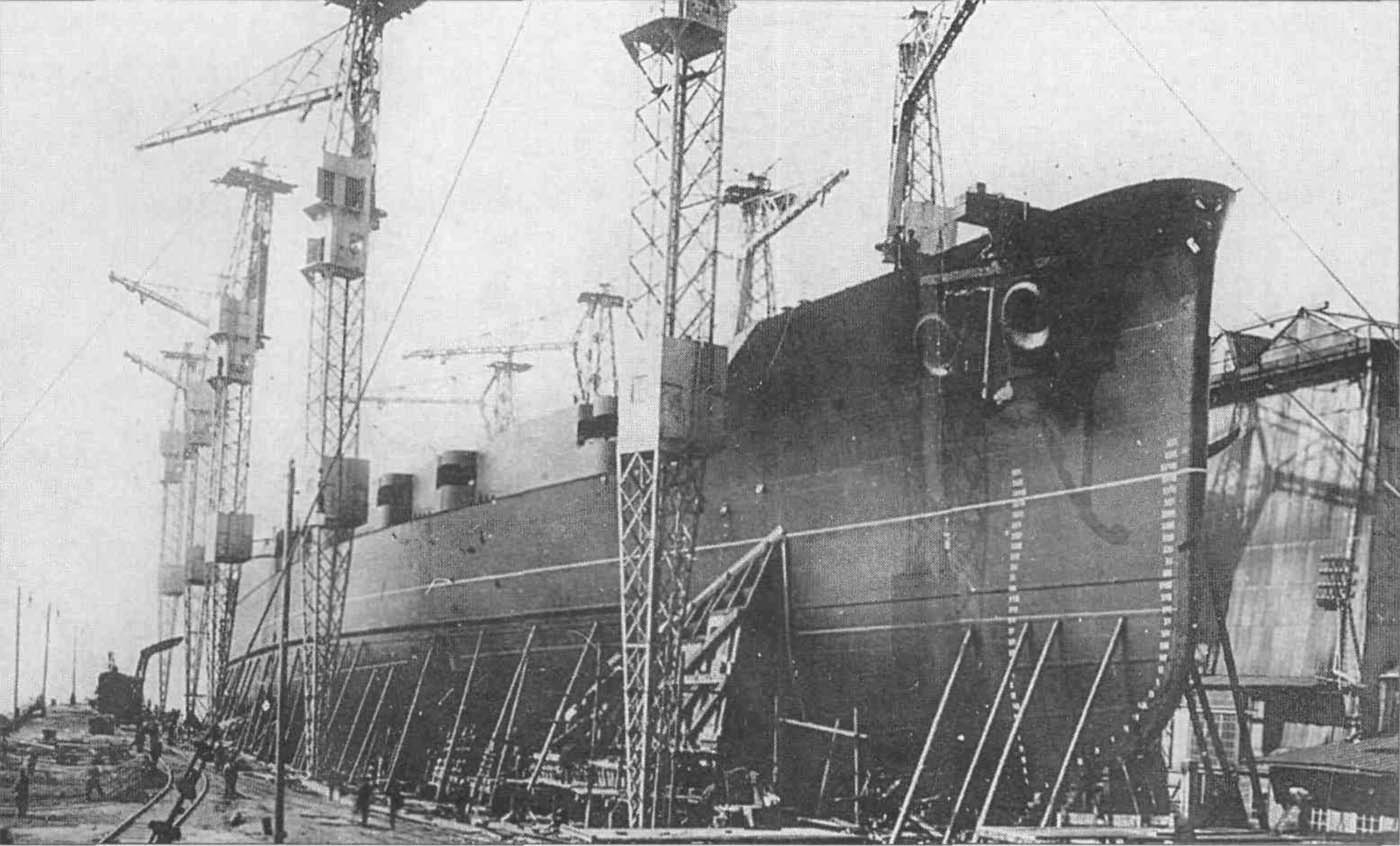
O Imperatritsa Ekaterina Velikaia em construção em 1914

Os batimentos de quilha dos três navios ocorreram em 30 de outubro de 1911, porém isto foi apenas um evento cerimonial já que o projeto ainda não tinha sido finalizado nem os contratos assassinados. O contrato foi assinado com a Russud em 13 de abril de 1912 especificando uma entrega em 2 de setembro de 1915. Como o Imperatritsa Ekaterina Velikaia foi construído com um projeto ligeiramente maior, ele custou mais de dois milhões de rublos a mais e atrasou o início de suas obras em três meses em relação aos seus irmãos. Os couraçados sofreram de vários atrasos durante suas construções. Mudanças foram ordenadas pelo Ministério Naval em 10 de fevereiro de 1914 a fim de incorporar as lições aprendidas com os testes de blindagem no Chesma. Isto adicionou quase quinhentas toneladas aos navios e elevou os custos em 220 a 250 mil rublos. Mais atrasos ocorreram depois do início da Primeira Guerra Mundial, pois componentes importados demoravam mais para chegar aos estaleiros e as fábricas tinham passado a operar em função da guerra. A construção do Imperator Alexandr III foi deliberadamente adiada com o objetivo de acelerar a finalização de seus dois irmãos, com algumas de suas torres de artilharia tendo sido transferidas para o Imperatritsa Maria.
| Navio                           | Construtor | Batimento             | Lançamento             | Comissionamento       | Destino                          |
| ------------------------------- | ---------- | --------------------- | ---------------------- | --------------------- | -------------------------------- |
| Imperatritsa Maria              | Russud     | 30 de outubro de 1911 | 1º de novembro de 1913 | 6 de julho de 1915    | Perdido em 20 de outubro de 1916 |
| Imperatritsa Ekaterina Velikaia | ONZiV      | 30 de outubro de 1911 | 6 de junho de 1914     | 18 de outubro de 1915 | Afundado em 18 de junho de 1918  |
| Imperator Alexandr III          | Russud     | 30 de outubro de 1911 | 15 de abril de 1914    | 28 de junho de 1917   | Desmontado em 1936               |

## História

### Imperatritsa Maria

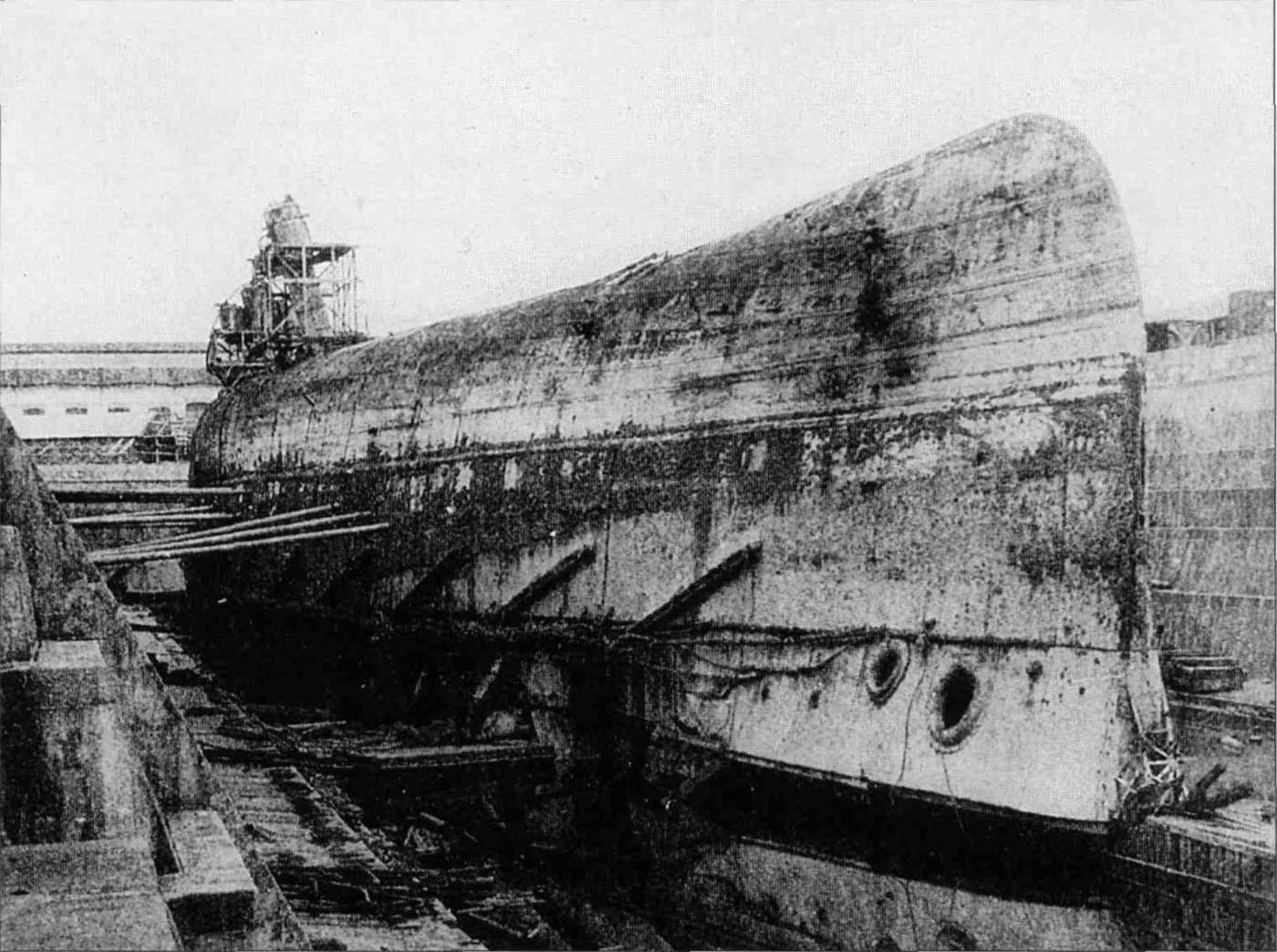
Os destroços do Imperatritsa Maria em 1919 depois de serem reflutuados

O Imperatritsa Maria chegou em Sebastopol em 13 de julho de 1915, onde pelos meses seguintes finalizou seu processo de equipagem e realizou seus testes marítimos. Ele deu cobertura em outubro para missões de bombardeio litorâneo contra o Império Otomano realizadas pelos mais antigos couraçados pré-dreadnought. Encontrou o cruzador rápido Midilli duas vezes em 1916, mas este conseguiu escapar ambas as vezes tendo sofrido apenas pequenos danos de estilhaços. O Imperatritsa Maria emborcou e afundou no porto de Sebastopol em 20 de outubro de 1916 depois de um incêndio em um depósito de munição ter causado uma explosão interna. Seguiu-se uma complexa operação de recuperação que conseguiu reflutua-lo em maio de 1918 e levá-lo para uma doca seca. Entretanto, nenhum outro trabalho de reparo ocorreu devido ao caos da Revolução Russa e posterior Guerra Civil Russa, com seus destroços sendo desmontados em 1926. Suas torres de artilharia tinham caído quando ele emborcou e foram recuperadas entre 1931 e 1933, com duas sendo usadas na defesa de Sebastopol durante a Segunda Guerra Mundial como a 30ª Bateria de Defesa Costeira.

### Imperatritsa Ekaterina Velikaya
O Imperatritsa Ekaterina Velikaya originalmente se chamaria Ekateria II, mas foi renomeado em 27 de junho de 1915 ainda durante sua construção. Ele enfrentou o cruzador de batalha Yavuz Sultan Selim em janeiro de 1916, mas não conseguiu infligir danos maiores do que estilhaços. Também encontrou o Midilli em abril, mas este usou sua velocidade superior para escapar. Foi renomeado para Svobodnaia Rossia em abril de 1917 depois do início da Revolução Russa. Foi deliberadamente afundado em Novorossisk em 18 de junho de 1918 para que não fosse entregue aos alemães, como exigido pelo Tratado de Brest-Litovski. Não houve tentativas de recuperar seus destroços, mas projéteis de 305 milímetros foram recuperados até que houve uma explosão em um depósito de munição em 1930 causada pelas cargas explosivas usadas para acessar os destroços.

### Imperator Alexandr III
O Imperator Alexandr III foi renomeado para Volia em 29 de abril de 1917, antes de entrar em serviço. Não participou de operações na Primeira Guerra Mundial pelos atrasos na sua construção, indo de Sebastopol para Novorossisk em maio de 1918 para não ser capturado pelos alemães. Recebeu ordens em junho para ser deliberadamente afundado, mas a maior parte de sua tripulação se recusou e ele voltou para Sebastopol. Foi desarmado e depois tomado pelos alemães em outubro, mas entregue ao Reino Unido no mês seguinte depois do fim da guerra. Foi levado para İzmit no Império Otomano, mas os britânicos o entregaram em 1919 para o Movimento Branco. Foi renomeado em 1920 para General Alexeiev e usado na Guerra Civil Russa na luta contra o Exército Vermelho, realizando principalmente ações de bombardeio litorâneo. O navio ajudou na evacuação das forças Brancas até a Tunísia depois de sua derrota no mesmo ano, sendo então internado em Bizerta. Permaneceu inativo no local até ser desmontado em 1936 para que os custos da atracagem fossem pagos. Seus canhões principais e secundários foram armazenados pelos franceses, que doaram os de 305 milímetros à Finlândia em 1940. Quatro destes foram capturados pelos alemães no caminho junto com alguns de 130 milímetros, com tanto finlandeses quanto alemães usando essas armas como artilharias costeiras na Segunda Guerra Mundial. Os finlandeses entregaram em 1944 seus canhões à União Soviética, continuando a serem usados até a década de 1990.